# دندوت آر اس
دندوت آر اس (به انگلیسی: Dandot RS) یک منطقهٔ مسکونی در پاکستان است که در ناحیه جهلم واقع شده‌است.